# Winterschiffe
Die Kempten, Augsburg und Ravensburg waren drei nahezu baugleiche und landläufig als „Winterschiffe“ bezeichnete Fahrgastschiffe, die 1931 durch einen Großauftrag der Deutschen Reichsbahn gebaut und auf dem Bodensee in Dienst gestellt wurden. 

## Schiffsbeschreibung
Mit den drei Schiffen wurde eine neue Bauweise umgesetzt. Bei den damals üblichen Kursfahrten auch im Winterhalbjahr führte der niedrige Wasserstand des Bodensees dazu, dass die Gangway sehr steil auf die Schiffe hinabführte. Bei der hier verwendeten neuen Bauweise wurden vorderer und hinterer Salon tiefer in den Rumpf eingebaut, dadurch konnte der Einstieg höher über dem Maschinenraum angeordnet werden. Diese besondere Eignung für winterliches Niedrigwasser brachte den Schiffen die inoffizielle Bezeichnung „Winterschiffe“ ein, obwohl sie sich wegen ihrer optimalen Raumaufteilung auch im Sommerhalbjahr hervorragend bewährten. Um die Zusteigemöglichkeiten bei höheren Wasserständen zu erleichtern, wurden 1932 beidseitig des mittleren Eingangs ausklappbare Treppen montiert, was den Schiffen ihr charakteristisches Aussehen verlieh. Nachteilig erwies sich die Doppel-Halbsalonbauweise bei heftigen Stürmen: Trotz Seeschlagblenden zum Schutz der unteren Salonfenster gab es bei starkem Wellengang mehrfach eingedrückte Scheiben. War diese Gefahr absehbar, mussten die Fahrgäste den Salon räumen, wenn nicht gleich ein sicheres Reserveschiff eingesetzt wurde. Bei der Kempten wurden 1972 im vorderen Salon die Hartglasscheiben durch Sekurit-Sicherheitsglasscheiben ersetzt.
Nach den Erfahrungen mit der Allgäu erwies sich der Schraubenantrieb als problematisch und ungünstig für die Manövrierfähigkeit. Deshalb wurden erstmals auf dem Bodensee alle drei neuen Einheiten mit Voith-Schneider-Antrieb ausgerüstet. Dieses zykloidale Antriebssystem ermöglicht außergewöhnliche Manövriereigenschaften auf engstem Radius und setzte sich bei der Bodenseeschifffahrt sofort durch, später wurde auch die Allgäu auf dieses System umgebaut.
Die Kempten und Augsburg waren bei Indienststellung 47 m lang und 9 m breit, die Ravensburg hatte bei gleicher Länge 25 cm mehr Breite. Die Passagierkapazität betrug anfänglich jeweils 400 Personen, nach Umbauten dann jeweils 500 Personen.
| Schiff                        | Kempten       | Augsburg      | Ravensburg    |
| ----------------------------- | ------------- | ------------- | ------------- |
| Länge in m                    | 47,00         | 47,00         | 47,00         |
| Breite in m                   | 9,00          | 9,00          | 9,00          |
| Tiefgang in m                 | 1,54          | 1,54          | 1,48 (1,50)   |
| Tonnage in t                  | 223,0 (229,5) | 223,0 (229,5) | 215,3 (218,0) |
| Antriebsleistung in kW        | 2 × 169       | 2 × 162       | 2 × 228       |
| Höchstgeschwindigkeit in km/h | 24            | 24            | 23,2          |

Werte in Klammern = nach Umbau

## Geschichte der drei Schiffe

### Kempten

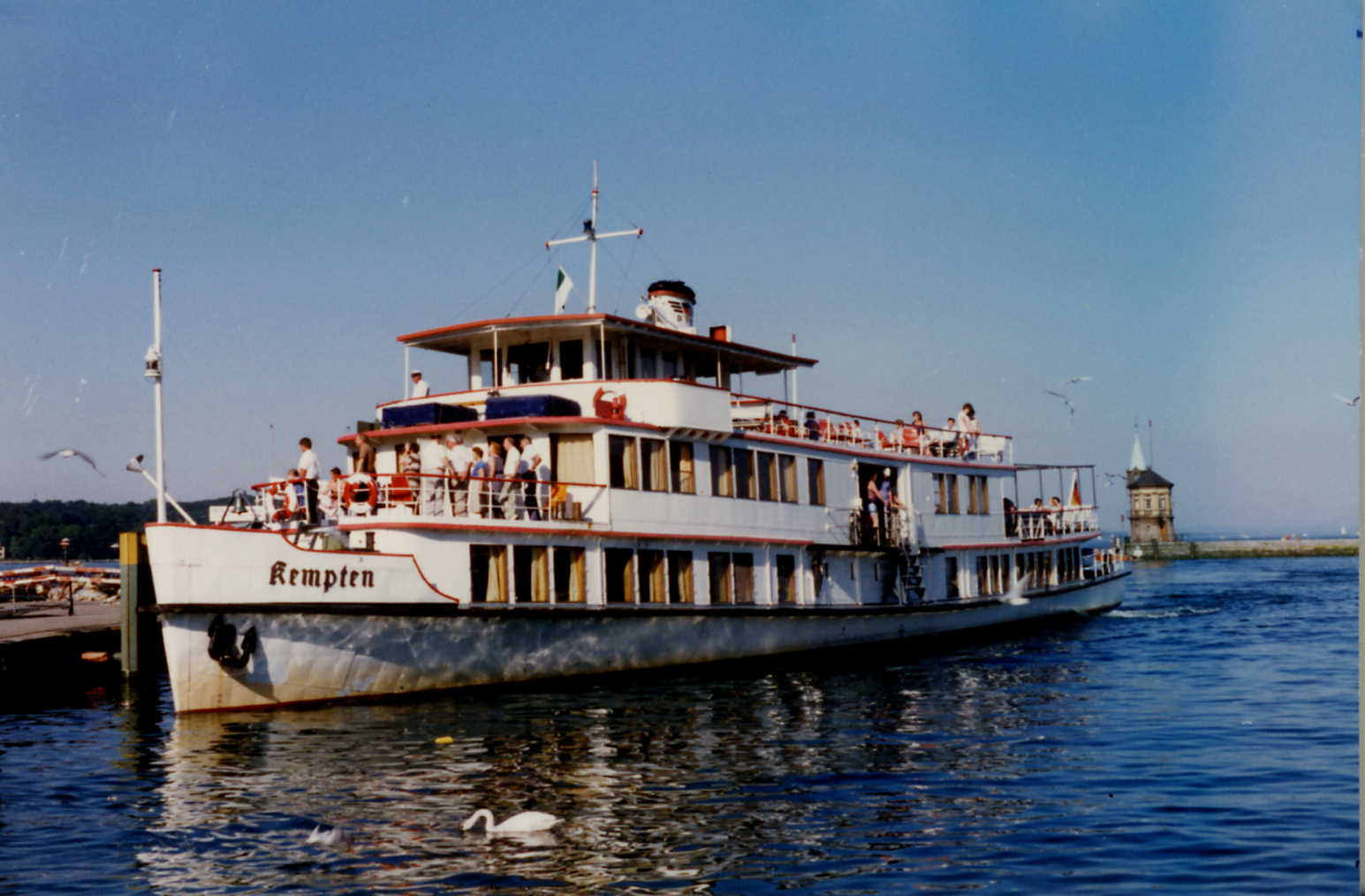
Kempten

Die Kempten wurde bei der Deggendorfer Werft und Eisenbau GmbH gebaut, ihr Heimathafen war Lindau. Sie wurde nach der süddeutschen Stadt Kempten benannt.
Zwei Jahre nach Indienststellung wurde die Kempten auf dieselelektrischen Antrieb umgebaut. Da sich das jedoch nicht bewährte, wurde auf die Umrüstung bei den beiden Schwesterschiffen verzichtet. Die Kempten wurde 1952 wieder auf dieselmechanischen Antrieb zurückgerüstet. Durch den Zweiten Weltkrieg bedingt wurde der Fahrplan der Kempten stark ausgedünnt. Vor Kriegsende wurde das Schiff gemeinsam mit ihren beiden Schwestern in den Überlinger See verlegt und vor Überlingen verankert. Nach Kriegsende wurde der Linienbetrieb wieder aufgenommen und bis 1960 aufrechterhalten.
Als 1960 die Konstanzer Zaehringen ausgemustert wurde, kam die Kempten in ihren neuen Heimathafen Konstanz, wo sie bis 1978 im Liniendienst und danach noch weitere zehn Jahre als Reserve auf Oberseekursen eingesetzt wurde. Dabei kam es zum einzigen bekannten Unglück, als am 15. Juli 1976 in Meersburg eine Gangway abrutschte und mehrere Passagiere ins Wasser stürzten. Mehrere Personen wurden verletzt; eine Person kam ums Leben.
Ab 1988 lag die Kempten als schwimmende Wirtschaft und Diskothek im Konstanzer Hafen. Nachdem diese Nutzung 1993 eingestellt worden war, verfiel das Schiff zusehends. 2000 wurde die Kempten nach Fußach geschleppt und dort im Jahr darauf verschrottet. Der für die Technikgeschichte wichtige Voith-Schneider-Propeller des ersten damit ausgerüsteten Passagierschiffs blieb erhalten und kann im Verkehrshaus der Schweiz in Luzern besichtigt werden.

### Augsburg

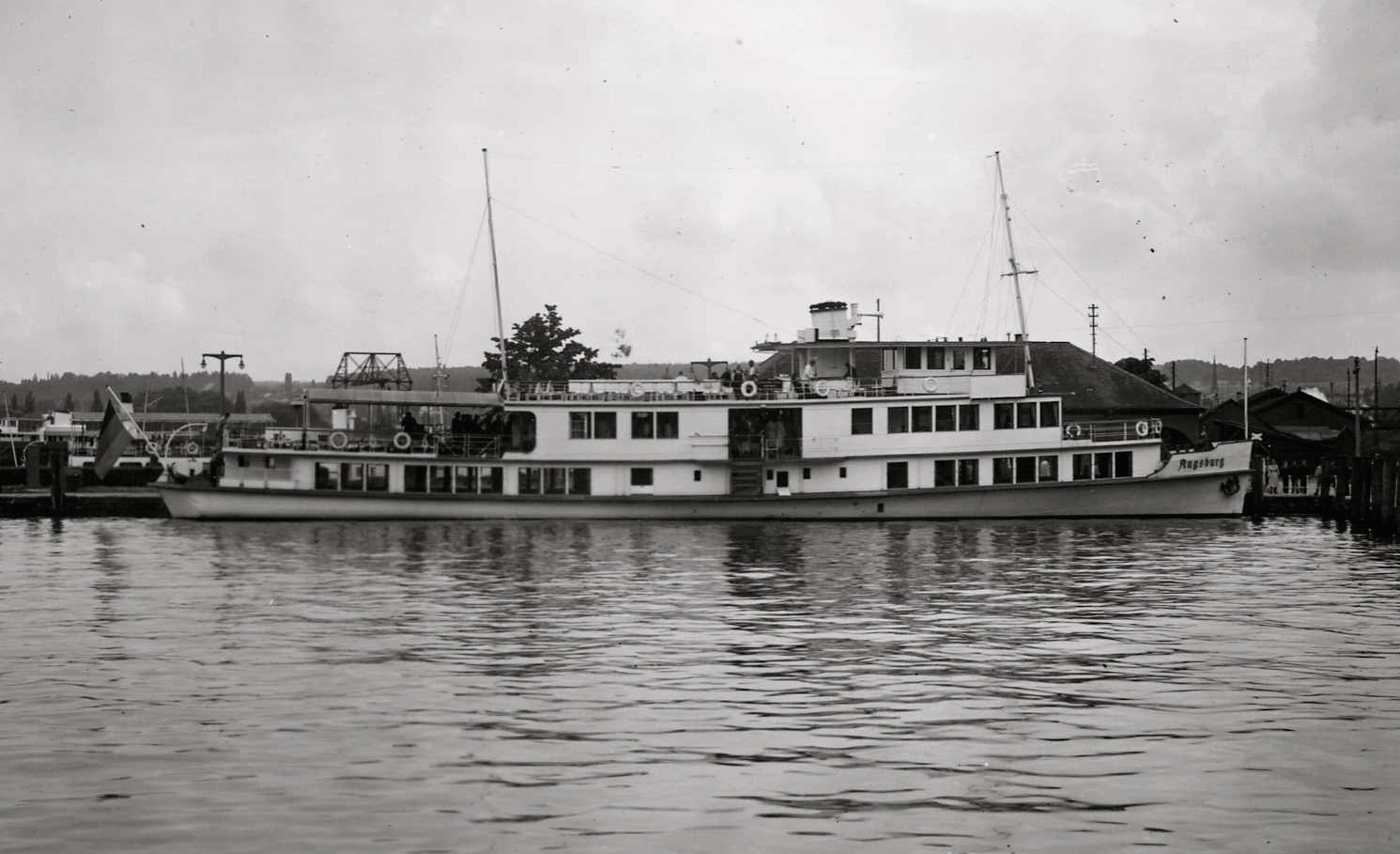
Augsburg

Die Augsburg wurde ebenfalls bei der "Deggendorfer Werft und Eisenbau GmbH" gebaut, auch ihr Heimathafen war Lindau. Die Augsburg wurde nach der Stadt Augsburg benannt und Namensnachfolgerin des Schaufelraddampfers Augsburg, der 1929 durch die Allgäu ersetzt und danach verschrottet wurde. Wie die Kempten erhielt die Augsburg 1934 einen Umbau, der die Fahrgastkapazitäten erhöhte. Und wie ihre Schwesterschiffe wurde sie gegen Kriegsende zum Schutz vor alliierten Bombenangriffen nach Überlingen verlegt. Nach Kriegsende stand die Augsburg wieder voll im Linieneinsatz, bis sie 1958 durch die Grünten entlastet und ab 1960 nur noch im Saisonverkehr eingesetzt wurde. 1959 diente die Augsburg bei der einzigen Havarie der Stadt Überlingen als Schleppschiff und zog den manövrierunfähigen Dampfer von Bregenz nach Konstanz.
1968 wurde die Augsburg ausgemustert und im Winter 1969/1970 in Konstanz verschrottet. Das erhalten gebliebene Steuerhaus steht heute etwas abseits auf dem Gelände der Stadtwerke Konstanz beim Fährhafen Staad neben dem Heck der Allgäu.

### Ravensburg

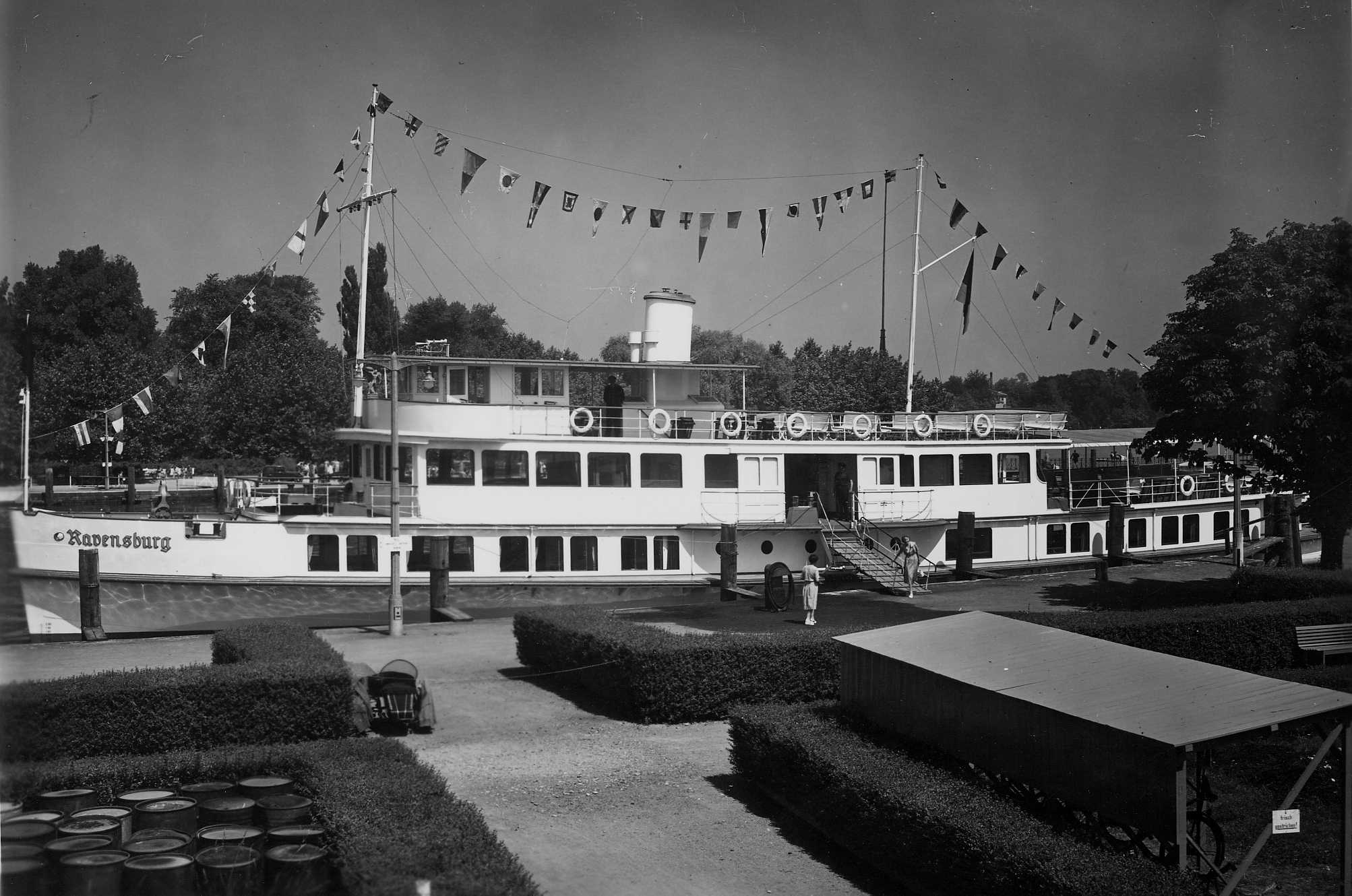
Ravensburg

Die Ravensburg wurde für den Heimathafen Friedrichshafen von der Bodan-Werft in Kressbronn gebaut. Sie wurde nach der oberschwäbischen Stadt Ravensburg benannt.
Die Ravensburg war das erste Motorfahrgastschiff im Heimathafen Friedrichshafen. Nach zwei Jahren Parallelbetrieb löste sie den Schaufelraddampfer König Karl aus dem Jahr 1890 ab. Der Umbau für höhere Fahrgastzahlen wurde nicht wie bei den Lindauer Schwesterschiffen 1934, sondern erst drei Jahre später durchgeführt. Nach dem kriegsbedingten Asyl mit ihren Schwesterschiffen in Überlingen wurde die Ravensburg bis 1964 im Liniendienst im Obersee-Längsverkehr ganzjährig eingesetzt. Nach drei weiteren Jahren im Gelegenheits- und Saisonverkehr wurde die Ravensburg 1967 ausgemustert. 1968 wurden die Rumpfaufbauten abgerissen, der Rumpf selbst ging als Kiesschiff an ein österreichisches Unternehmen. Erst im Juli 2005 wurde der Rumpf in Hard verschrottet.